# 陳廉伯
陳 廉伯（ちん れんはく、中国語: 陈廉伯、1884年10月21日 - 1944年12月24日）とは、清朝時代の中国やイギリス領時代の香港で活躍したイギリス国籍の商人である。祖籍は広東省南海県西樵簡村（現・広東省仏山市南海区）にある。字は朴庵。作漕とも呼ばれる。広州商団団長であり、商団事件の首謀者である。買弁としても知られており、日本占領時期の香港において日本軍に協力した。

## 生涯

### 出生から富豪へ
陳は広東省広州府南海県西樵簡村にて誕生した。祖父は東南アジアから帰国した華僑で、中国初の機械式紡績工場を設立した陳啓沅であり、父親の陳蒲軒は裕福な絹商人であった。蒲軒には、廉伯、廉仲、汝恭、蒲生と4人の息子がおり、廉伯は長男であったものの、幼少期から同族で2番目の叔母へ養子に出されていた。
陳は最初に私立学校に入学し、1896年、陳が12歳のとき、祖父の影響で外国人と英語を学び、香港の皇仁書院を卒業し、イギリス国籍を取得した。卒業後は広州に戻り、1900年、陳が16歳のとき、広州市の沙面島にある香港上海銀行（HSBC）広州支店にて勤務し始め、機転が利き聡明である上に英語が流暢であったため、重用され買弁へと昇格した。同時に実家の家業を継ぎ、1905年から絹糸メーカー「昌桟糸庄」のマネージャーを務め、広東商会や広州商務総会へ次々と加入し、これらの商工会議所で活躍した。1908年には、東南アジアの商人であった張弼士等と共に「広東保険公司」を設立し、助役を務めた。同時に広州の主要な絹商人に統一価格での購入と販売を依頼し、広州の生糸の販売を独占した。陳の生糸事業は急速に発展し、1910年には昌桟糸庄の資金が30万元に達した。
同年に発生したゴム株式恐慌が広州に波及した際には、HSBCのローンを利用して利益を得たほかに、銀インゴットを利用した投機ビジネスも行った。その後、HSBCを利用し、私鋳銭の銀貨を流通させ、金銀市場を操作した。絹産業以外にも、海運業や鉱業、製紙業、茶業に加え、桐油、豚、タバコ、竹製品、ござ等の特産品製造事業も手掛け、これらの事業の利益は10年で数百万元に達した。これにより、陳は中国有数の金融王となり、袁世凱から予二等嘉禾勲章が授与された。
1915年に、陳はサンフランシスコ万国博覧会に向けて準備を担当する「巴拿馬万国商品賽会広東出口協会」の責任者や広東総商会会長を務めた後、広東絲絹協会、鉱業協会、輸出業協会の会長を務めた。軍閥時代の真っただ中であり、旧広西派の軍閥が広東省を占領していた1917年から1920年頃には、当時広東省長であった朱慶瀾や両広巡閲使兼督軍であった陸栄廷、海軍上将であった薩鎮氷らと交友を深めた。また、広州市茘湾区龍津西逢源路沙地一巷36号に自宅を建てた（現在の茘湾博物館）。この自宅には洋風邸宅の他に、洋風の別館、中華風庭園が造られた上、広州の産業界の第一人者らによって邸宅内に「茘湾倶楽部」が設立された。この倶楽部には、陳炯明などの有力者も出入りしていた。

### 広州商団事件

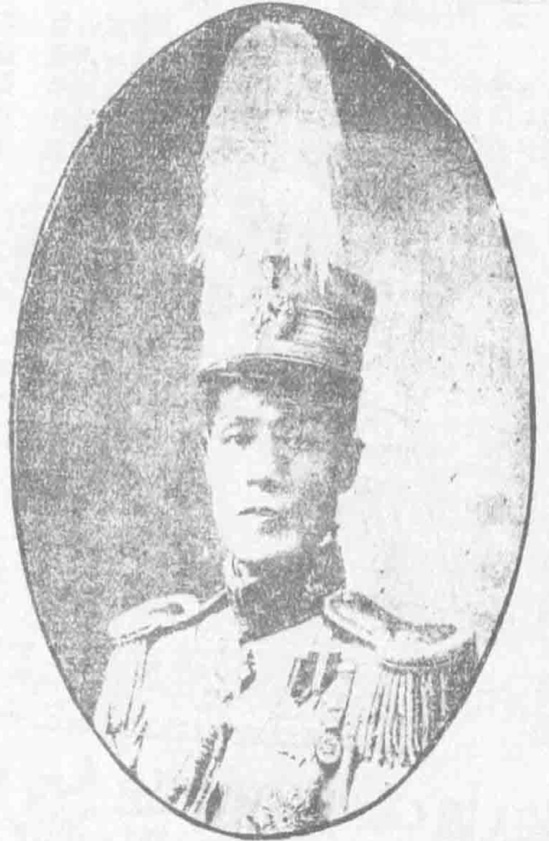
軍服姿の陳廉伯

1911年に辛亥革命が発生し、治安が悪化したため、治安維持と商人の生命・財産保護を目的に、1912年に広州商団が設立された。陳は商団団長と広州粤商公安維持会（商団公所）理財課主任を兼任し、商団の経費を負担し、銃器の購入資金を借りた。1917年には粤商公安維持会の代理評議長に就任し、商団の武装化を進めた。1919年8月に、正式に軍総団長に就任した。
1924年1月に行われた中国国民党第一次全国代表大会にて、中国国民党が共産主義的政策を実行することを表明したため、商人階級は孫文率いる国民党を敵視するようになった。5月20日から31日の間、広州市周辺の商団98団が参加した商団大会が開かれ、その大会にて、「広東省商団聯防総部」を広州市に設立すること、その総長に陳が、副総長に仏山商団団長であった陳恭受と広州商団副長であった鄭介石が選出されることが決議された。8月4日頃、陳は商団が5月下旬にドイツに発注した武器約9000丁と弾薬約400万発がノルウェー船に積まれて広州に入港することを知り、陳はすぐに粤軍総司令であった許崇智の堂弟（父方の従弟）であった許崇灝のつてで軍政部による輸入証明書を入手し、李福林や滇軍に武器200丁を報酬に、武器の陸揚げを依頼した。しかし、8日に入港を知った広東税関長により、船の拘留が行われ、10日に孫文が武器の差し押さえを決定した。潮の影響により、船は12日に入港したものの、孫文から差し押さえるよう命じられた蔣介石は船を黄埔軍官学校正門前にある船着き場に繋留させ、武器1129箱を押収した。このことを知った商団側は2000人以上で河南島にある大本営に向かい、武器の返還を請願し、拒否した場合は広東省全体の商店を閉鎖すると威嚇した。しかし、孫文側はこれを拒否したため、商団軍は仏山市で代表を集めて大会を開き、各地でのストライキの実施を決定した。
8月24日に、陳は呉佩孚との結託やクーデターの計画、武器密輸、ストライキの扇動を理由に逮捕状が出された。しかし、9月4日に行われた中央政治委員会にて孫文は北伐を決定し、胡漢民を広東省長代理に任命した後、13日の朝に特別列車で韶関市へと向かった。その後、商団が国慶節である10月10日にストライキと武装パトロールを実施するという決議をしたことを知った孫文は、10月9日に胡へ李福林による調停案実行を指示する電報を打ったため、胡は商団に押収した武器の一部を返還したことで緊張が緩和された。
しかし、10月10日午後に行われた「広州反帝国主義大連盟」のデモ隊が太平南路の西濠口に差し掛かった際に、商団軍による発砲が行われ、死者15名、溺死者13名を出したうえ、50人を逮捕した。この後、市内の食料品店のストライキや、武装パトロールの強化、「打倒孫政府」のビラの掲示を実施した。この事件を知った政府側は、韶関から廖仲愷らの軍を広州に派遣し、15日に総攻撃を実施した。この際に、商団軍の総本部が政府によって制圧されたことを知った陳は、香港へと逃亡した。

### 香港時代
香港逃亡後、陳は南洋兄弟煙草公司監理や東華三院主席、保良局紳士等を務めた。この頃、陳は「被迫離開広州几年了、不是搭起歓迎牌楼、我誓不重返広州！（数年間広州から離れることを余儀なくされたが、歓迎の牌楼が作られない限り、私は広州に引き返すことは無いと誓う！）」と主張した。
陳済棠が広東省を統治していた頃に、陳は香港にいる他の紳士らと共に広州に戻る観光団を組織し、広東省政府は牌楼を設置し、廉伯らを歓迎した。陳済棠と陳銘枢は宴会を主催し、香港の商人が祖国の産業に投資することで、経済振興になることを期待していた。陳は香港に戻った後、指名手配されたことで数年間広東省を離れていた時の鬱憤を帰郷時に「余すことなく吐いた」と語っている。
その後、陳は日本勢力に接近した。太平洋戦争開戦前には、当時の香港総督に向け、イギリスが香港から手を引き、香港の統治権を日本に移譲するよう要求する書簡を送り、逮捕された。1941年に発生した香港の戦いにより、香港が日本軍に占領された際には日本軍に協力し、1942年3月に設立された華民代表会では4人いる委員の1人となった。
太平洋戦争末期の1944年12月24日に、陳は2人の妻と3人の子どもを連れ、「嶺南丸」に乗船し、マカオへと向かった。しかし、龍鼓水道の大小磨刀付近を航行中、アメリカ軍の戦闘機により、上空から攻撃され、嶺南丸が沈没した（嶺南丸事件）。この際、陳は海に投げ出され、溺死したと言われている。60歳没。

### 死後
陳の死後、陳が広州時代に居住していた邸宅は、1946年に両広監務公署の事務所として利用され、憲兵が警備するようになった。中華人民共和国建国後は、政府機関の宿舎として利用されるようになった。その後、1993年8月には広州市文物保護単位に指定された。

## 社会貢献
1917年から1920年頃に、病院や慈善団体、扶助団体などに寄付を行い、広東粮食済会の責任者や方便医院（現・広州市第一人民医院）、博済医院（現・中山大学孫逸仙紀念医院）の董事に推薦された他、故郷に女子職業学校を設立し、名声を高めた。
1921年には、李煜堂と馬應彪と広東省政府らと共同出資を行い、私立嶺南大学（現・中山大学）内に嶺南農業大学（現・華南農業大学）を設立した。この農業大学は1927年に嶺南大学に統合され、農学院に改組された。

## 家族
- 祖父:陳哲沅（中国語版）
- 兄弟:
  - 陳廉仲（中国語版） - 広州商団事件後も広州に残り、廉伯の跡を継いで買弁となった。
  - 陳汝恭 - 地元で教師となった[2]。
  - 陳蒲生 - 廉伯に任命され、広西省で金鉱山を経営した後、香港でモービルやシェル・オイルなどの事業を経営した[2]。